# PenAir-Flug 350
Der PenAir-Flug 350 (Flugnummer: KS350) war ein Inlandslinienflug der Peninsula Airways (PenAir) im US-Bundesstaat Alaska, der vom Flughafen Dillingham zum King Salmon Airport führen sollte. Am 10. Oktober 2001 stürzte auf diesem Flug eine Cessna 208 Caravan kurz nach dem Start aufgrund von Vereisung ab, wobei alle zehn Personen an Bord getötet wurden.

## Flugzeug
Bei der Maschine handelte es sich um eine 1986 gebaute Cessna 208 Caravan, die am 6. Januar 1987 mit dem Kennzeichen N9350F auf die zur Cessna Finance Corporation gehörende Business Air zugelassen wurde. Am 24. April 2007 wurde die Maschine auf die PenAir zugelassen. Das einmotorige Zubringerflugzeug war mit einem Turboproptriebwerk des Typs Pratt & Whitney Canada PT6A-114A mit 505 kW (675 PS) ausgestattet, das mit einem dreiblättrigen, verstellbaren Hartzell-Propeller bestückt war. Bis zum Zeitpunkt des Unfalls hatte die Maschine eine Gesamtbetriebsleistung von 10.080 Betriebsstunden absolviert.

## Insassen
Den Flug vom Dillingham Municipal Airport zum King Salmon Airport hatten neun Passagiere angetreten. Ein 41-jähriger Pilot befand sich als einziges Besatzungsmitglied an Bord. Er flog seit dem 16. Oktober 2000 für die PenAir und hatte seitdem 869 Flugstunden absolviert. Insgesamt hatte er 3.100 Stunden Flugerfahrung.

## Unfallhergang
Die Nacht des 10. Oktober war in der Region von Dillingham in dieser Jahreszeit die erste, in der winterliche Temperaturen herrschten. Das Thermometer fiel stetig auf etwa −4 °C. Die Cessna 208 Caravan N9530F stand die ganze Nacht draußen geparkt und war Regen und Schnee ausgesetzt. An der Maschine bildeten sich Eisansammlungen. Aufgrund der winterlichen Bedingungen enteiste das Rampenpersonal das Flugzeug mit einer erhitzten Mischung aus Glykol und Wasser. Das Flugzeug startete und die Maschine stieg auf etwa 200 Meter Höhe, als sich plötzlich der Anstellwinkel der Cessna erhöhte, die Maschine um 90 Grad nach links rollte und dann nach links gierte. Die Maschine stürzte dann mit der Flugzeugnase zu Boden, bis sie in einer ebenen Fluglage und einem Flugpfadwinkel von etwa 40 Grad nach unten aufschlug.

## Ursache
Der PenAir-Rampenleiter, der die Enteisung durchgeführt hatte, wurde zu dem Unfall befragt. Er gab an, dass er geglaubt habe, die Oberseite der Tragfläche sei eisfrei, er habe sie jedoch nicht berührt, um sie auf Vereisung hin zu überprüfen. Die Ermittler konnten nicht feststellen, ob der Unfallpilot die Tragflächen- und Leitwerkoberseiten nach dem Enteisen des Unfallflugzeugs in Augenschein genommen oder durch Tasten auf Vereisung hin überprüft hatte.
Die Unfalluntersuchung ergab, dass es zu einem Kontrollverlust während des Fluges aufgrund eines Eisansatzes auf der Tragflächenoberseite gekommen war. Der verantwortliche Pilot hatte während seiner Inspektion des Flugzeugs vor dem Flug die Tragflächenoberseite nicht gründlich genug auf Vereisung hin überprüft. Zum Unfall habe das Fehlen entsprechender Vorschriften beigetragen, die Piloten von Maschinen des Typs Cessna 208 Caravan dazu verpflichten, die Tragflächenoberseiten von Maschinen bei Vereisungsbedingungen gründlich und aus nächster Nähe auf Eisansatz hin zu überprüfen.